# María del Carmen Lacarra Ducay
María del Carmen Lacarra Ducay (Zaragoza, 1945) es historiadora del arte y catedrática de Historia del Arte Antiguo y Medieval en la Universidad de Zaragoza. Es especialista en la escultura y pintura góticas de Aragón y Navarra. Es miembro del Consejo Internacional de Museos, de la Sociedad Francesa de Arqueología, y de otros organismos relacionados con el estudio, catalogación y conservación del patrimonio artístico. Es también titular de la cátedra "Goya" de arte de la Institución Fernando el Católico. Carmen Lacarra es hija del historiador José María Lacarra y de Miguel y hermana de la filóloga María Jesús Lacarra Ducay.

## Selección de obras
- Primitivos aragoneses en el Museo Provincial de Zaragoza. Zaragoza: Institución Fernando el Católico. 1970.
- (Con la profesora Carmen Morte García) (1984). Catálogo del Museo Episcopal y Capitular de Huesca. Zaragoza: Guara editorial. ISBN 84-7820-882-8.
- Difusión del Arte Romano en Aragón. Zaragoza: Institución Fernando el Católico. 1996. ISBN 84-7820-297-8.
- El retablo mayor de la Seo de Zaragoza. Zaragoza: Gobierno de Aragón. 1999. ISBN 84-7753-739-9.
- Los monasterios aragoneses. Zaragoza: Institución Fernando el Católico. 1999. ISBN 84-7820-504-7.
- Arte mudéjar en Aragón, León, Castilla, Extremadura y Andalucía. Zaragoza: Institución Fernando el Católico. 2005. ISBN 84-7820-844-5.
- La pintura gótica durante el siglo XV en tierras de Aragón y en otros territorios peninsulares. Zaragoza: Institución Fernando el Católico. 2007. ISBN 978-84-7820-903-3.

- Arte y vida cotidiana en la época medieval. Zaragoza: Institución Fernando el Católico. 2008. ISBN 978-84-7820-933-0.

- Arte de épocas inciertas. De la Edad Media a la Edad Contemporánea. Zaragoza: Institución Fernando el Católico. 2009. ISBN 978-84-7820-987-3.

- El barroco en las catedrales españolas. Zaragoza: Institución Fernando el Católico. 2010. ISBN 978-84-9911-062-2.

- La miniatura y el grabado de la Baja Edad Media en los archivos españoles. Zaragoza: Institución Fernando el Católico. 2012. ISBN 978-84-9911-195-7.

- Arte del siglo XIX. Zaragoza: Institución Fernando el Católico. 2013. ISBN 978-84-9911-236-7.